# Kaiser-Friedrich-Gedächtniskirche

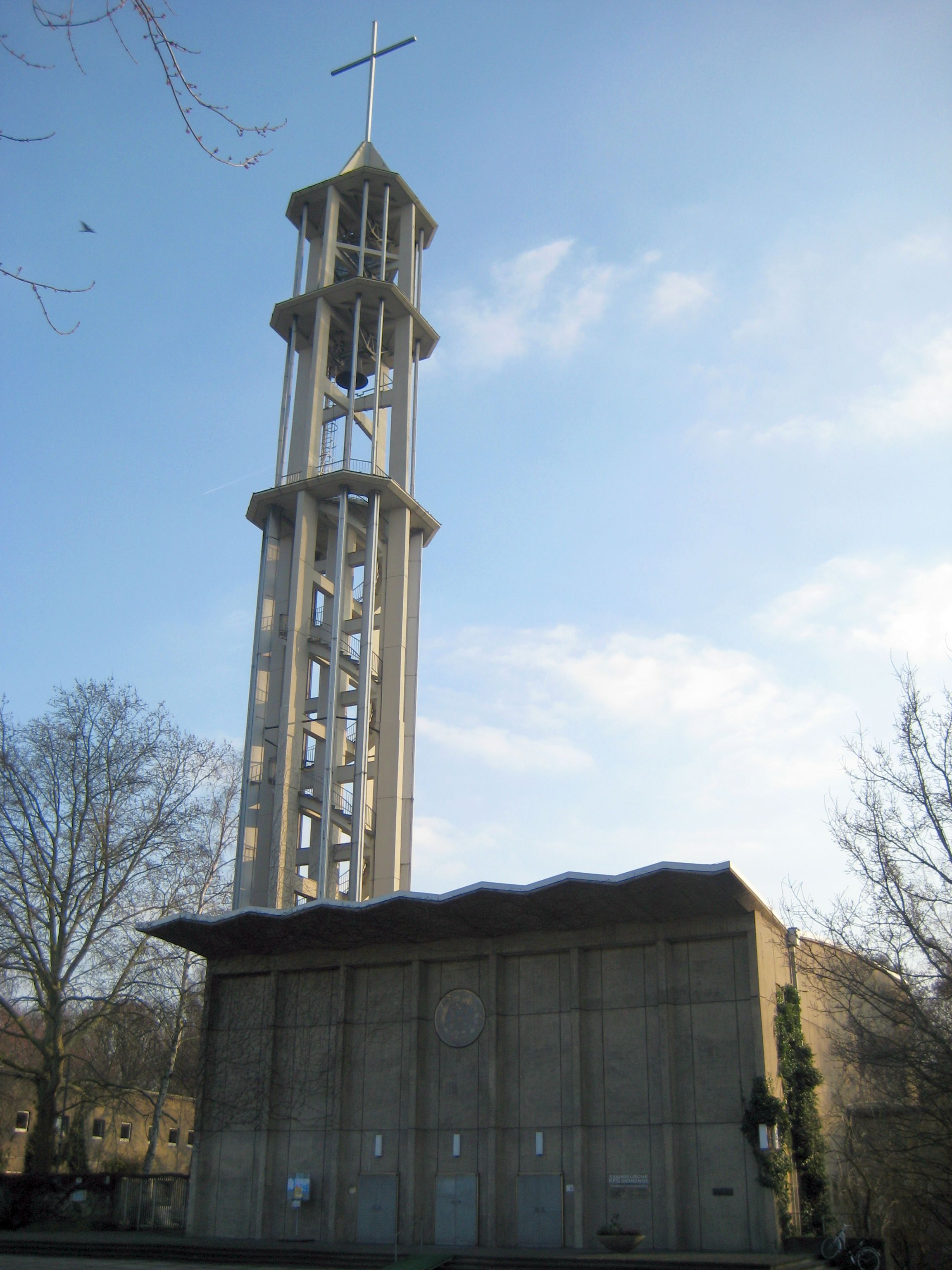
Kaiser-Friedrich-Gedächtniskirche

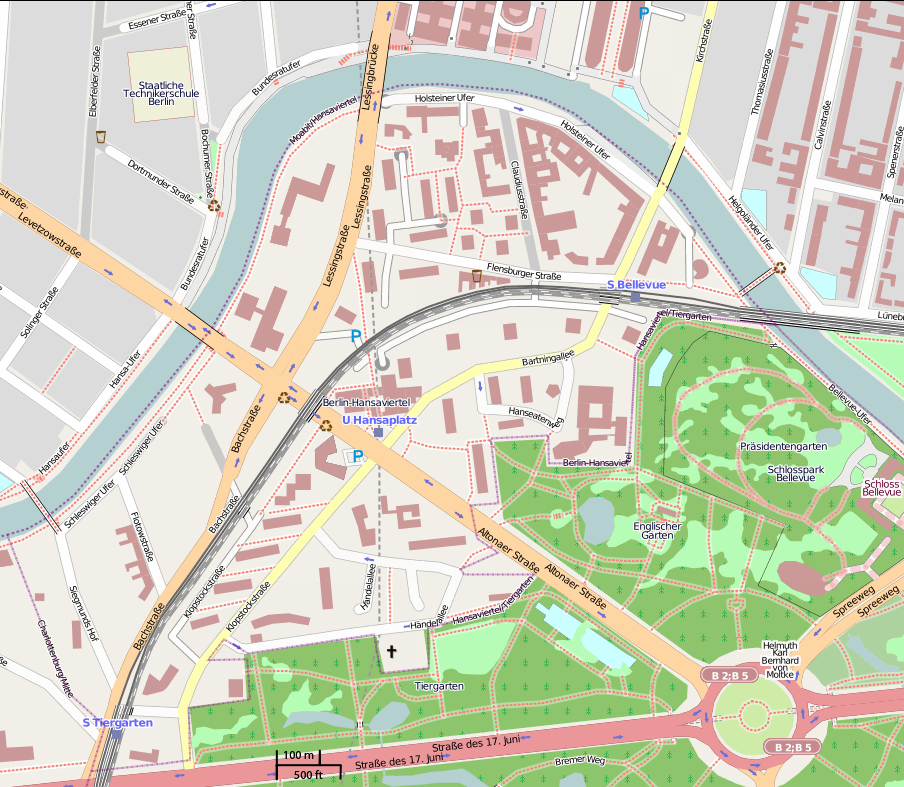
Lage der Kaiser-Friedrich-Gedächtniskirche am Rande des Tiergartens südlich des Hansaplatzes an der Händelallee (die frühere Händelstraße)

Die evangelische Kaiser-Friedrich-Gedächtniskirche (abgekürzt auch KFG) steht am nördlichen Rande des Großen Tiergartens im Hansaviertel des Berliner Bezirks Mitte. Der moderne Kirchenbau des Architekten Ludwig Lemmer aus dem Jahr 1957 ersetzt die ursprüngliche, 1892–1895 nach Plänen von Johannes Vollmer errichtete und im Zweiten Weltkrieg teilweise zerstörte, neugotische Kirche.
Eine Parochie in dem damals neu angelegten Hansaviertel entstand in den 1880er Jahren. Der Bau der ersten Kirche wurde von Kaiser Wilhelm II. unterstützt, dessen Vater Friedrich III. durch die Namensgebung geehrt wurde.
Auf Beschluss des West-Berliner Senats, im Rahmen der Internationalen Bauausstellung 1957 (IBA 57) das zu 90 Prozent zerstörte Gebiet des heutigen südlichen Hansaviertels völlig neu zu gestalten, wurden die Turm- und Mauerreste des ursprünglichen Kirchenbaus 1954 gesprengt und abgetragen, um einem Neubau im Stil der Nachkriegsmoderne Platz zu machen.
Die Materialien Beton, Aluminium und Glas bestimmen das Äußere des neuen Gebäudes. Namhafte Künstler wurden an der Ausschmückung des Kircheninnern beteiligt. Wie alle Bauten, die im Rahmen der IBA 57 ausgeführt wurden, steht auch die jetzige Kirche unter Denkmalschutz.
Die Kaiser-Friedrich-Gedächtniskirche gehört neben der Kaiser-Wilhelm-Gedächtniskirche und der Königin-Luise-Gedächtniskirche zu den drei noch existierenden Gedächtniskirchen Berlins, die Mitglieder des Hauses Hohenzollern ehren.
Im Januar 2016 erfolgte die Fusion der KFG-Gemeinde mit den Gemeinden Moabit West (Heilandskirche), Erlöser und St. Johannis zur Evangelischen Kirchengemeinde Tiergarten.

## Erster Kirchenbau

### Parochie Hansaviertel und der erste Kirchenbau

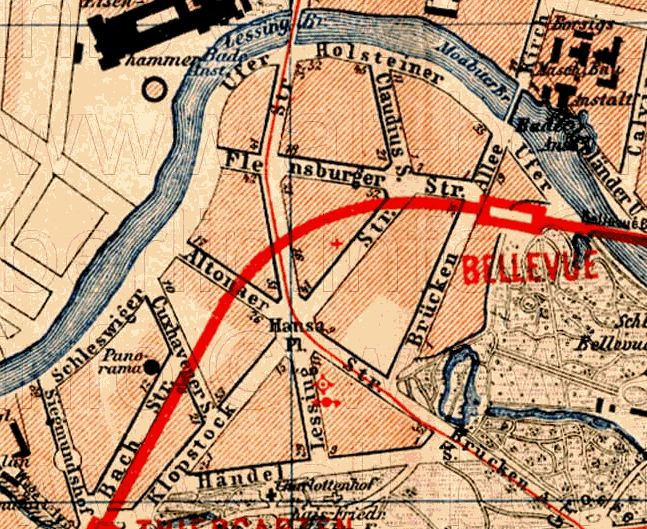
Die Lage der Kaiser-Friedrich-Gedächtniskirche am Rande des Tiergartens an der Händelstrasse in der Verlängerung der Lessingstraße im Jahre 1893. Der Charlottenhof lag direkt westlich der Kirche.

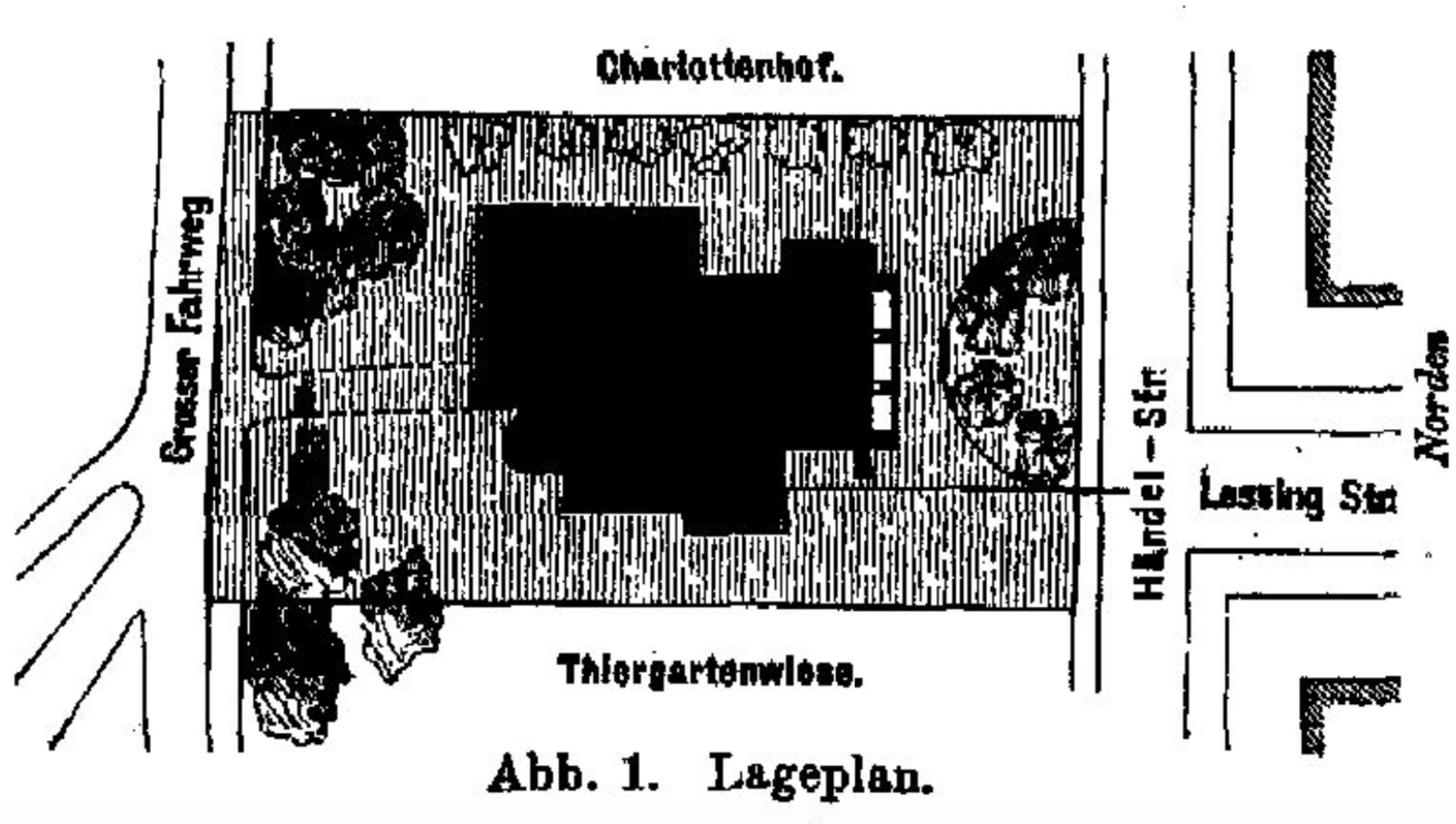
Entwurf Vollmer 1892: Lageplan für die Kirche am Nordrand des Tiergartens (Nord ist im Bilde rechts). Das vom Staat vorgesehene Baugelände ist im Westen vom Charlottenhof, im Osten von der Tiergartenwiese begrenzt. Der Bauplan sah vor, den Turm auf die Nord-Süd Achse der Lessingstrasse auszurichten. Die Kirche wurde in dieser Lage 1893–1895 errichtet.

Ein neues Wohngebiet im Nordwesten Berlins, im Thiergartenfelde zwischen der Spree und dem Großen Tiergarten gelegen, wurde 1874 unter dem Namen Hansa-Viertel erschlossen. Die dortige protestantische Gemeinde gehörte zunächst zur Parochie der mehr als zwei Kilometer entfernt liegenden Dorotheenstädtischen Kirche. Ab den 1880er Jahren gab es jedoch Bemühungen, für die protestantischen Gläubigen im Hansaviertel einen näher gelegenen Versammlungsort zu schaffen.
Gottesdienste fanden zunächst im Gartenlokal Charlottenhof statt, der ehemaligen, 1824 von Karl Friedrich Schinkel gestalteten Villa Finkenherd, dann seit Ende 1891 in einer von der Gemeinde errichteten Kapelle in der Bachstraße.

#### Pläne und Umsetzung

Grundsteinlegung am 18. Oktober 1892 im Beisein des Kaiserpaares

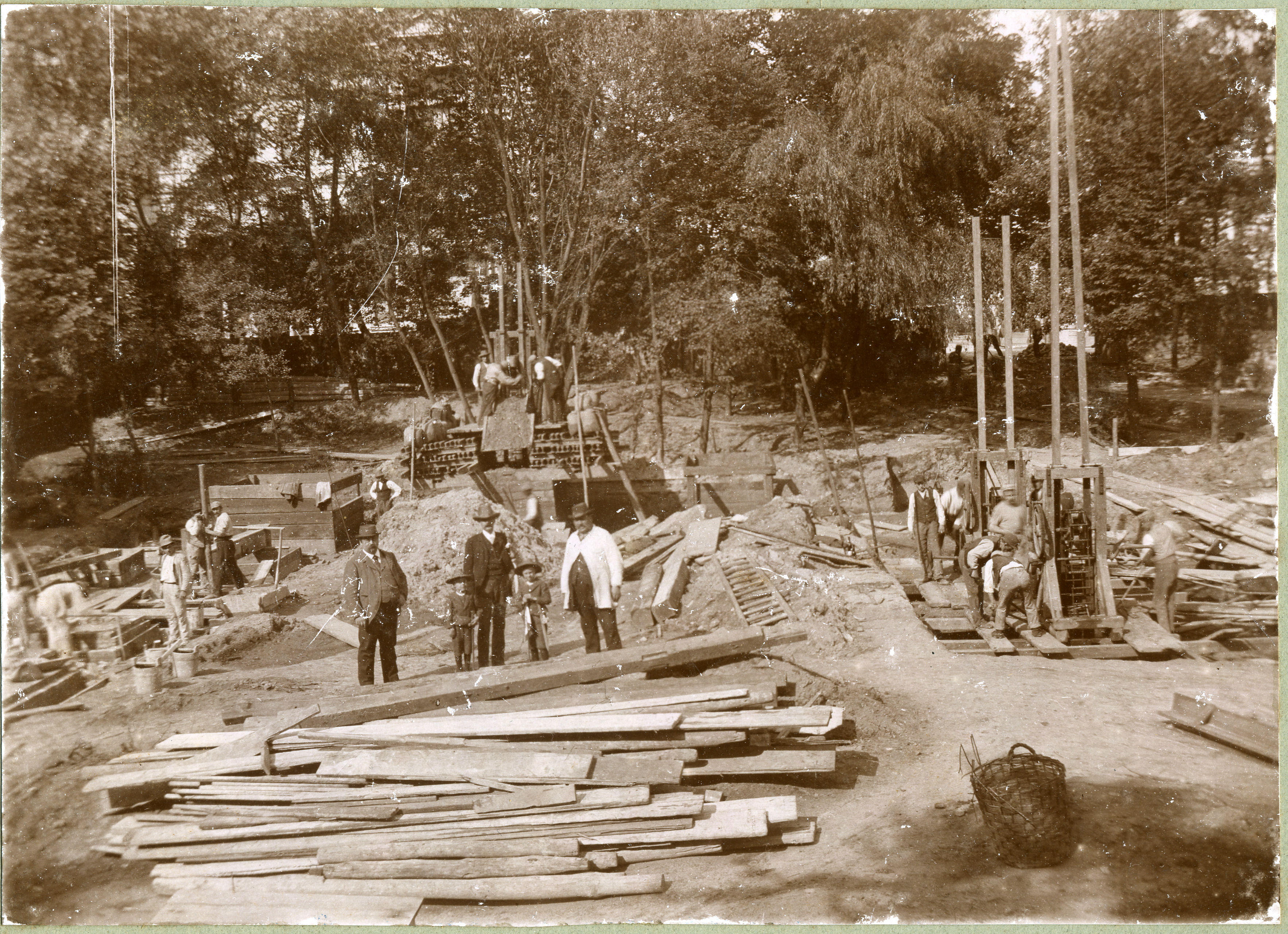
Auf dem Bauplatz der Kirche, September 1893: im Zentrum links Bauleiter Robert Leibnitz, neben ihm Johannes Vollmer mit zwei seiner Söhne

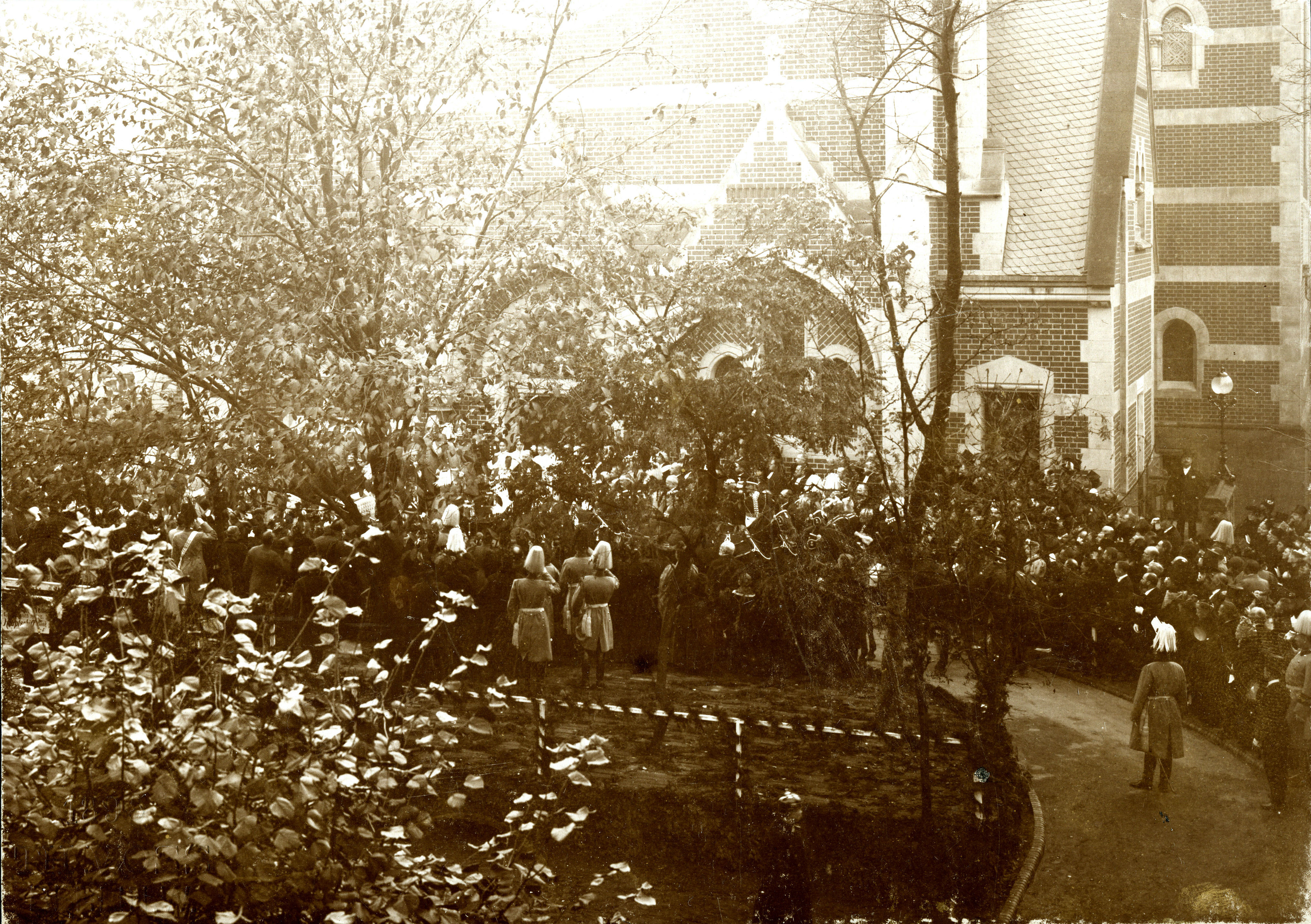
Kircheneinweihung am 21. Oktober 1895 in Anwesenheit des Kaiserpaares

Die Kapelle war wegen der raschen Entwicklung des Hansaviertels nur als Zwischenlösung gedacht. Das Berliner Konsistorium der märkischen Kirchenprovinz der altpreußischen Landeskirche und der preußische Kultusminister befürworteten einen Kirchenneubau. Das vom Staat in Aussicht gestellte Baugelände an der Händelstraße, direkt östlich des Charlottenhofs gelegen, erwies sich allerdings als sumpfig und uneben, was statische Probleme und zusätzliche Kosten implizierte. Die eigentlich begüterte Dorotheenstädtische Gemeinde zögerte wegen dieser finanziellen Risiken zunächst, den Bau in Angriff zu nehmen.
Man verwarf diese Bedenken jedoch, als Kaiser Wilhelm II. das Vorhaben im Jahr 1892 befürwortete und die Mittel für den Bauplatz stiftete. Die Kirche sollte den Namen von Wilhelms Vater tragen, Kaiser Friedrich III.
Das Bauprogramm sah eine Kirche mit 800 Plätzen vor, sowie zwei Konfirmandensäle, einen Versammlungssaal und eine Sakristei. Der Turm sollte auf die Nord-Süd-Achse der Lessingstrasse ausgerichtet werden.

Von der Lessingstraße gesehen, um 1900

Von den zwei vorgelegten Entwürfen bevorzugte die Kirchengemeinde den Plan Vollmers über den Entwurf Spittas. Der Kaiser bestätigt diese Wahl am 20. September 1892. Die Grundsteinlegung erfolgte unter Beisein des Herrscherpaares am 18. Oktober 1892, dem Geburtstag von Kaiser Friedrich III.
Unzulänglichkeiten in der Planung, bautechnische Gründe und Schwierigkeiten in der Finanzierung verzögerten jedoch den Baubeginn. Am 19. Juni 1893 beschloss der Dorotheenstädtische Gemeindekirchenrat die Bauausführung, mit der am 15. August 1893 unter Bauleiter Leipnitz und der Oberleitung Vollmers begonnen wurde. Trotz des schlechten Baugrundes konnten die Arbeiten an den Fundamenten noch 1893 beendet werden. Das Mauerwerk wurde im April 1894 begonnen und sechs Monate später, wiederum am 18. Oktober, konnte Richtfest gefeiert werden. Die Einweihung der Kirche fand am 21. Oktober 1895 in Anwesenheit der höchsten preußischen Regierungsmitglieder statt.
Zum Jahreswechsel 1895/1896 löste sich die Parochie der Kaiser-Friedrich-Gedächtniskirche von der Dorotheenstädtischen Mutterkirche und bildete eine eigene Gemeinde. Das Eigentum am Kirchengrundstück wurde 1900 auf diese übertragen.

#### Architektur und Ausgestaltung der Kirche

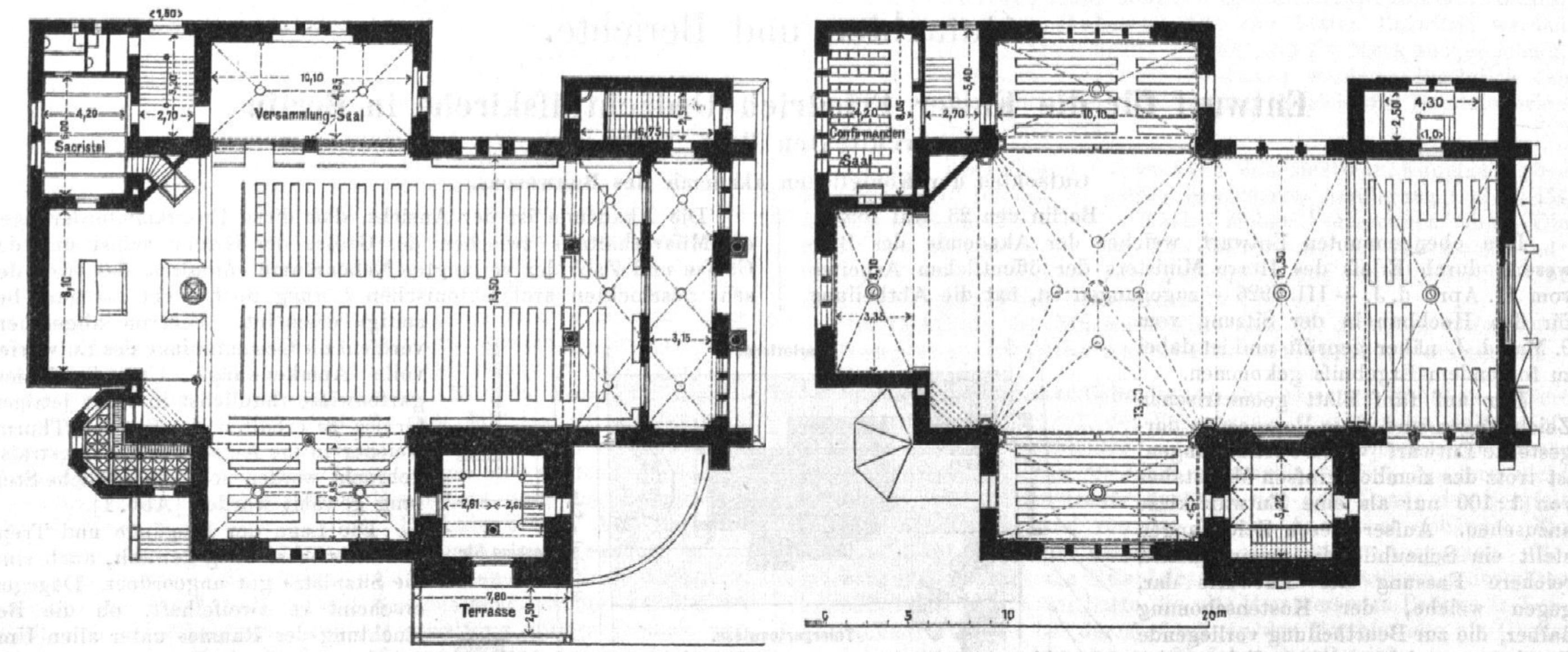
Vollmers mit wenigen Veränderungen umgesetzter Entwurf für den Grundriss der Kirche, links ebenerdig, rechts das Emporengeschoss. Nord ist im Bilde rechts. Im Nordosten zwischen Haupt- und Querschiff der quadratische Turm, im Südosten der halbrund geschlossene, separate Eingang zur Hofloge; auf der Westseite zu ebener Erde der Versammlungsraum und die Sakristei mit einem Konfirmanden-Raum über der Sakristei.

Die erste Kaiser-Friedrich-Gedächtniskirche wurde freistehend am Nordrand des Tiergartens errichtet. Es handelte sich um eine einschiffige, nach Süden orientierte, neugotische Hallenkirche im Stil des Historismus auf dem Grundriss eines lateinischen Kreuzes mit kurzen Armen. Der Abschluss des Chores war gerade. Das Hauptportal im Norden war von zwei Fenstern flankiert; über ihm befand sich eine Rosette. Portal und Fenster waren spitzbogig mit Wimpergen ausgeführt. Das Portal führte in eine Vorhalle, über der die Orgelempore lag. Ein separater Eingang im Südosten ermöglichte einen direkten Zutritt zur Hofloge seitlich des Altars. Die Sakristei befand sich westlich des Chores. Im nordöstlichen Winkel zwischen Lang- und Querhaus stand auf quadratischem Grundriss der schlanke, 72 Meter hohe Turm mit Nebeneingang und Terrasse. Der Turm besaß ein offenes Glockengeschoss mit einem achteckigen, von Ecktürmchen umstellten Turmhelm. Die Außenmauern waren mit rotem Ziegel verblendet; die Flächen wurden von hellen Eckquadern eingefasst und von horizontalen Streifen durchzogen. In einer Mandorla über dem Turmportal befand sich eine Figur des Erzengel Michael nach einem Entwurf des Bildhauers Josef Drischler. Vier figürliche Wasserspeier umringten den Turmgiebel.
Die verwendeten Materialien waren schwarzer Tuff für den Sockel, rote Ziegel zur Verblendung der Außenmauern und heller rheinischer Tuff für Eckquader und Horizontalstreifen.
Sowohl die Südorientierung des Chores als auch die seitliche Position des Turmes waren ungewöhnlich. Angesichts der Forderungen des Bauprogramms, den Turm auf die Achse der Lessingstrasse auszurichten sowie die Tiergartenwiese in ihrer Größe zu erhalten, wurde dies als eine „geschickte architektonische Lösung“ bewertet.

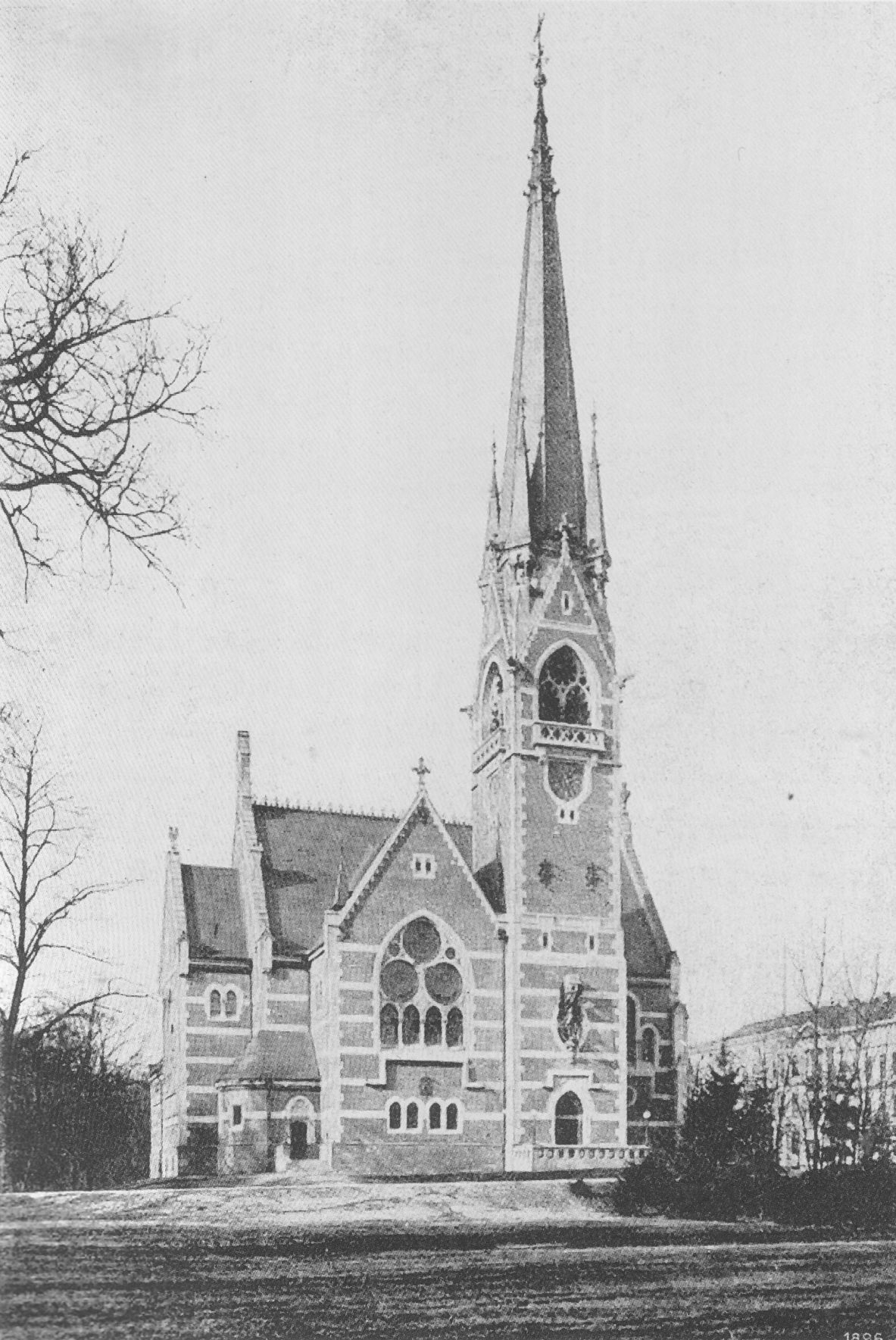
Ostseite des ersten Kirchenbaus kurz nach der Fertigstellung, 1896

Das Langschiff war in zwei Joche gegliedert, dem sich im Süden ein Sterngewölbe, ein abgeschrägter Triumphbogen und ein Vorchorjoch über dem eingezogenen Chor anschlossen. Die Orgelempore nahm das nördliche Langschiffjoch ein. Auch die Kreuzarme waren mit Emporen versehen. Altar, Taufstein und Kanzel waren aus istrischem Kalkstein gearbeitet. Die mit Säulen und Engelsköpfen verzierte Kanzel befand sich an der westlichen Stirnwand, der Taufstein unter der westlichen Querhausempore. Die östliche Querhausempore besaß einen Zugang zum Glockenturm. Den Altar krönte ein retabelartiger Aufbau mit zwei sitzenden Engelsfiguren. Die Gestaltung des Altars unterstand Paul Nisse, das Kruzifix auf dem Aufsatz stammte von Emil Cauer dem Jüngeren. Eine Bronzebüste von Friedrich III. hatte der Bildhauer Joseph Uphues in Abstimmung mit der Witwe Victoria geschaffen. Der Fußboden der Kirche war mit Mosaiken ausgelegt. Der Kirchenbau bot 800 Besuchern Platz.

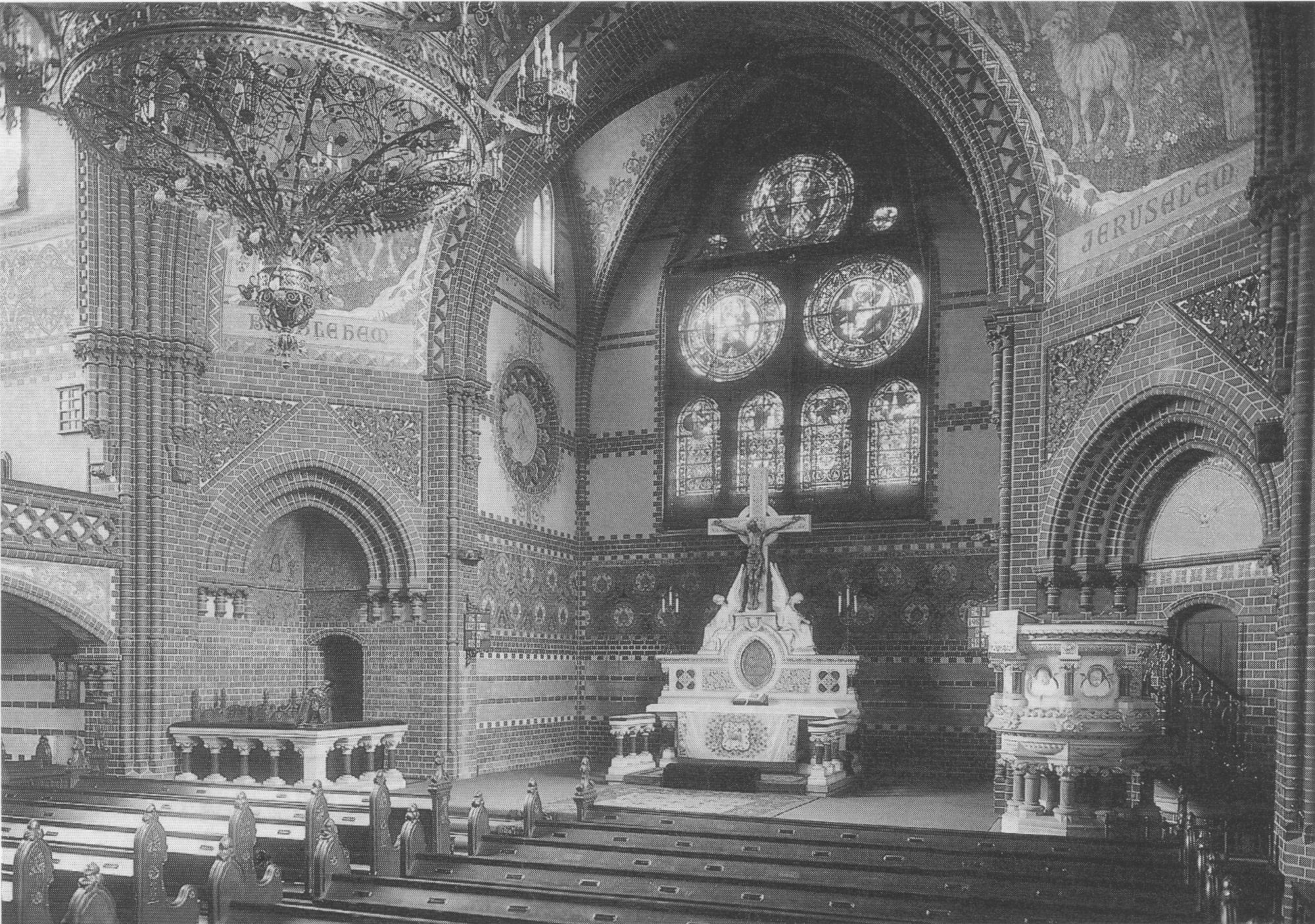
Der Innenraum der Kirche mit Hofloge links und Kanzel rechts, darüber der Triumphbogen, um 1895

Mit Ziegeln ausgeführte Architekturelemente rahmten die hellen Wandflächen des Kircheninnern ein. Über Kanzel- und Hofloge befanden sich Ornamente, darüber erhob sich ein aus Glasmosaik gestalteter Triumphbogen. Er zeigte zwölf Lämmer, je sechs vor den Toren Jerusalems und Betlehems stehend, mit Jesus als über allen wachenden Guten Hirten. Ein Mosaik im Chorgewölbe gestaltete Szenen aus der Passionsgeschichte mit Jesus auf dem Weg von Gethsemane nach Jerusalem. Die Mosaiken fertigte die Firma Puhl & Wagner aus Neukölln. Das vom Kaiser und seiner Familie gespendete, mehrgliedrige Chorfenster zeigte in der oberen Rose den triumphierenden Christus, darunter die Apostel Paulus und Petrus und in den kleineren Fensterelementen Szenen aus der Apostelgeschichte. Weitere große Glasfenster befanden sich im Querhaus und bildeten andere Apostel sowie alttestamentliche Propheten ab. Die Glasfenster stammten größtenteils aus Londoner Werkstätten.
Die Abweichung von der herkömmlichen Ostung führte zu Nachteilen für die Beleuchtung. Die Farben der Glasfenster im Chor entwickelten erst zur Mittagszeit ihre volle Strahlkraft, wirkten dann aber blendend und störten die Farbwirkung des restlichen Gebäudeschmucks. Das Centralblatt der Bauverwaltung urteilte im November 1895, dieser Fall zeige, „wie wohl man thut, die auf kluger Berechnung und reicher Erfahrung beruhende Überlieferung im Kirchenbau nicht ohne zwingende Gründe preiszugeben.“ Fünfundzwanzig Jahre später wird in der gleichen Zeitschrift die Kirche als Vollmers „wohl bestgelungenes Werk“ gerühmt.

#### Glocken und Orgel
Die Glocken der Kirche wurden in der Glockengießerei in Apolda aus vom Kaiser zur Verfügung gestellter Bronze gegossen, die von im Deutsch-Französischen Krieg 1870/1871 erbeuteten Kanonen stammte. Die Glocken erhielten die Bezeichnungen Friedrich, Deutschland, Wörth und Sedan, wobei die letzten zwei Namen auf siegreiche Schlachten des Krieges verwiesen. Die Sedan-Glocke trug ein Eisernes Kreuz und die Aufschrift „Der Sieg kommt vom Herrn“. Die Glocken waren auf die Töne A–C–D–E gestimmt und sollten mit den fünf Glocken der Kaiser-Wilhelm-Gedächtniskirche (D–F–A–B–C) einen harmonischen Gesamteindruck bilden. Die Glocken mussten bei einer Metallsammlung während des Ersten Weltkriegs abgegeben werden und wurden eingeschmolzen. Es verblieb nur ein kleines Geläut.
Die Kirche erhielt eine von Ernst Röver geschaffene Orgel mit Röhrenpneumatik-Traktur und 50 Stimmen, das erste Instrument dieser Funktionsweise in Berlin. Das Gehäuse schuf der Wernigeroder Holzbildhauer Gustav Kuntzsch. 1929 wurde das Instrument durch eine dreimanualige Orgel der Firma E. F. Walcker & Cie aus Ludwigsburg mit 2825 Pfeifen auf 36 Stimmen und 4 Transmissionen (Opus 2237) ersetzt. Die Bauweise dieses Instruments deutete bereits auf die reformerischen Bestrebungen der sogenannten Orgelbewegung voraus. Die Orgel hatte folgende Disposition:
| I Manual C–c4   |       |
| Weitprincipal   | 8′    |
| Principalflöte  | 8′    |
| Bordun          | 8′    |
| Gemshorn        | 8′    |
| Oktave          | 4′    |
| Hohlflöte       | 4′    |
| Kornett III–V   | 8′    |
| Rauschquinte II | 2 ⁄3′ |
| Trompete        | 8′    |

| II Schwellwerk C–c4 |         |
| Quintatön           | 16′     |
| Hornprincipal       | 08′     |
| Konzertflöte        | 08′     |
| Salicional          | 08′     |
| Principal           | 04′     |
| Spitzflöte          | 04′     |
| Quintflöte          | 02 ⁄3′  |
| Piccolo             | 02′     |
| Terz                | 01 3⁄5′ |
| Mixtur IV–V         |         |
| Vox humana          | 08′     |
|                     |         |
| Schwebung           |         |

| III Schwellwerk C–c4 |     |
| Gedackt              | 16′ |
| Geigenprincipal      | 08′ |
| Rohrflöte            | 08′ |
| Aeoline              | 08′ |
| Geigenschwebung      | 08′ |
| Orchesterflöte       | 04′ |
| Schwiegel            | 02′ |
| Cymbel III–IV        |     |
| Horn-Oboe            | 08′ |
| Schalmei             | 04′ |
|                      |     |
| Schwebung            |     |

| Pedal C–f1            |     |
| Akustischer Bass      | 32′ |
| Principalbass         | 16′ |
| Untersatz             | 16′ |
| Sanftbass (aus III)   | 16′ |
| Oktavbass             | 08′ |
| Bassflöte (aus III)   | 08′ |
| Violoncello (aus III) | 08′ |
| Choralbass            | 04′ |
| Posaune               | 16′ |
| Horn (aus III)        | 08′ |

- Koppeln:
  - Normalkoppeln: II/I, III/I, II/II, I/P, II/P, III/P.
  - Superoktavkoppeln: II/I, III/I, II, III, III/P.
  - Suboktavkoppeln: III/I, III.
- Spielhilfen:
  - Einführungstritte: Zungen, 32′+16′+Koppeln, Pedal (kleine Walze),
  - Kombinationen: 3 freie Kombinationen, Flöten + Principale, Streicher + Zungen, Aliquote + Mixturen, Manualkoppeln, Pedalkoppeln, Oktavkoppeln, Walze, Volles Werk.

### Entwicklung bis zum Ende des Zweiten Weltkriegs

#### Gemeindeleben
Die Kaiser-Friedrich-Gedächtnisgemeinde stand im Ruf, sehr wohlhabend zu sein, ein Eindruck, der durch die Lage im gutbürgerlichen Hansaviertel und die beim Bau der Kirche bewiesene Spendenfreudigkeit ihrer Mitglieder bestärkt wurde. Das Gemeindeleben prägten zahlreiche Vereine und Helferkreise, die sich auch sozial engagierten. So behauptete man anlässlich des Kaufs eines Gemeindehauses im Jahr 1902 stolz von sich, dass keine Not im Hansaviertel ungelindert bliebe. Allerdings lehnte die Gemeinde 1913 die Umpfarrung des Armenhauses der Luisenkirche aus dem benachbarten Charlottenburg ab.
Aufgrund der Größe der Gemeinde, die bereits 10.000 Mitglieder umfasste, richtete man im Jahr 1899 eine zweite Pfarrstelle ein. Die Gottesdienste in der Kaiser-Friedrich-Gedächtniskirche sowie Vorträge im Gemeindehaus und Veröffentlichungen im Gemeindeblatt waren akademisch ausgerichtet. Dies machte Kirche und Gemeinde über das Gebiet des Hansaviertels hinaus bekannt.
Die soziale Fürsorge trat in Notzeiten während der Weimarer Republik in den Mittelpunkt der Gemeindeaktivitäten. In allen Häusern des Hansaviertels standen Vertrauenspersonen mit der Gemeinde in Kontakt, um auf Hilfsbedürftige aufmerksam zu machen. Ein kirchlicher Vertrauensrat koordinierte Arbeiten zur Kinderlandverschickung, Arbeitslosenfürsorge, dem Unterhalt einer Armenküche und zum Abhalten von Wohltätigkeitsbasaren.
Zu Beginn der Zeit des Nationalsozialismus kam es über die Haltung zu den neuen Machthabern zu starken Konflikten im Gemeindekirchenrat. Pfarrer Gustav Eichstätt trat den Deutschen Christen bei, während sein Amtsbruder Johannes Magerstädt der Bekennenden Kirche angehörte. Nach außen blieb das Erscheinungsbild der Kaiser-Friedrich-Gedächtnisgemeinde aber unpolitisch. So erhob sich in ihr auch kein Protest, als die Verfolgung der jüdischen Bewohner des Hansaviertels einsetzte.

#### Zerstörung des Kirchengebäudes und Folgen für die Gemeinde
Die erste Kaiser-Friedrich-Gedächtniskirche wurde im Zweiten Weltkrieg, bei einem britischen Luftangriff am Abend des 22. November 1943, schwer getroffen und teilweise zerstört. Die reiche Innenausstattung der Kirche verbrannte vollständig.
Die Kirchengemeinde löste sich mit der breitflächigen Zerstörung des Hansaviertels und der anschließenden Flucht zahlreicher Bewohner praktisch auf. Die beiden Geistlichen wurden ins ländliche Brandenburg zur Vertretung von Amtsbrüdern delegiert, die als Feldgeistliche dienten. Die Schwesterpfarrei der Heilandskirche im benachbarten Moabit führte die verbleibenden Amtsgeschäfte aus.

### Die Gemeinde in der Nachkriegszeit
Da der mit der kommissarischen Leitung der Pfarrei beauftragte Magerstädt nicht die Kraft besaß, das Gemeindeleben neu zu organisieren, ruhte dieses nach Kriegsende zunächst vollständig. Erst im Januar 1947 kam es auf Anstoß des neuen Gemeindepfarrers Fritz Schmidt-Clausing zur Wiedergründung der Kirchengemeinde.
Diese benutzte in den Folgejahren mehrere Notunterkünfte. Eine zwischen Oktober 1947 und Juli 1956 verwendete Kaiser-Friedrich-Gedächtniskapelle lag im ehemaligen Reichsgesundheitsamt in der Klopstockstraße, in der vormaligen Dienstwohnung von dessen Präsidenten. Die Einrichtung der Notkapelle war teils mit Steinen verblendet, die man dem Schiff des zerstörten Kirchenbaus entnommen hatte. Als Kirchengeläut diente zunächst die einzig erhaltene Glocke im Turmrest der alten Kirche. Schmidt-Clausing ließ sie öffentlichkeitswirksam auch zur Begrüßung von aus der Sowjetunion heimkehrenden deutschen Kriegsgefangenen anstimmen, eine Praxis, die in dieser Frühphase des Kalten Krieges selbst einer amerikanischen Wochenschau berichtenswert erschien.
Der Kirchengemeinderat hatte den Wiederaufbau der Kirche geplant. Der West-Berliner Senat beschloss jedoch, das zu 90 % zerstörte Hansaviertel, das „keinen künstlerischen oder auch nur lokalhistorisch interessanten Bau enthielte“ im modernen Stil neu zu gestalten. Dazu wurden im Rahmen der Internationalen Bauausstellung 1957 (IBA 57) namhafte Architekten aus 13 Ländern eingeladen. Das Hansaviertel sollte zum Symbol für Berlins Erneuerungswillen werden. Somit nahm der Berliner Senat die Entscheidung über den Wiederaufbau der Kirche aus den Händen der Gemeinde. Die Reste des Bauwerks mitsamt dem Turm wurden in den Jahren 1953 und 1954 gesprengt und abgetragen.

## Heutiger Kirchenbau

### Errichtung im Kontext derInterbau 57

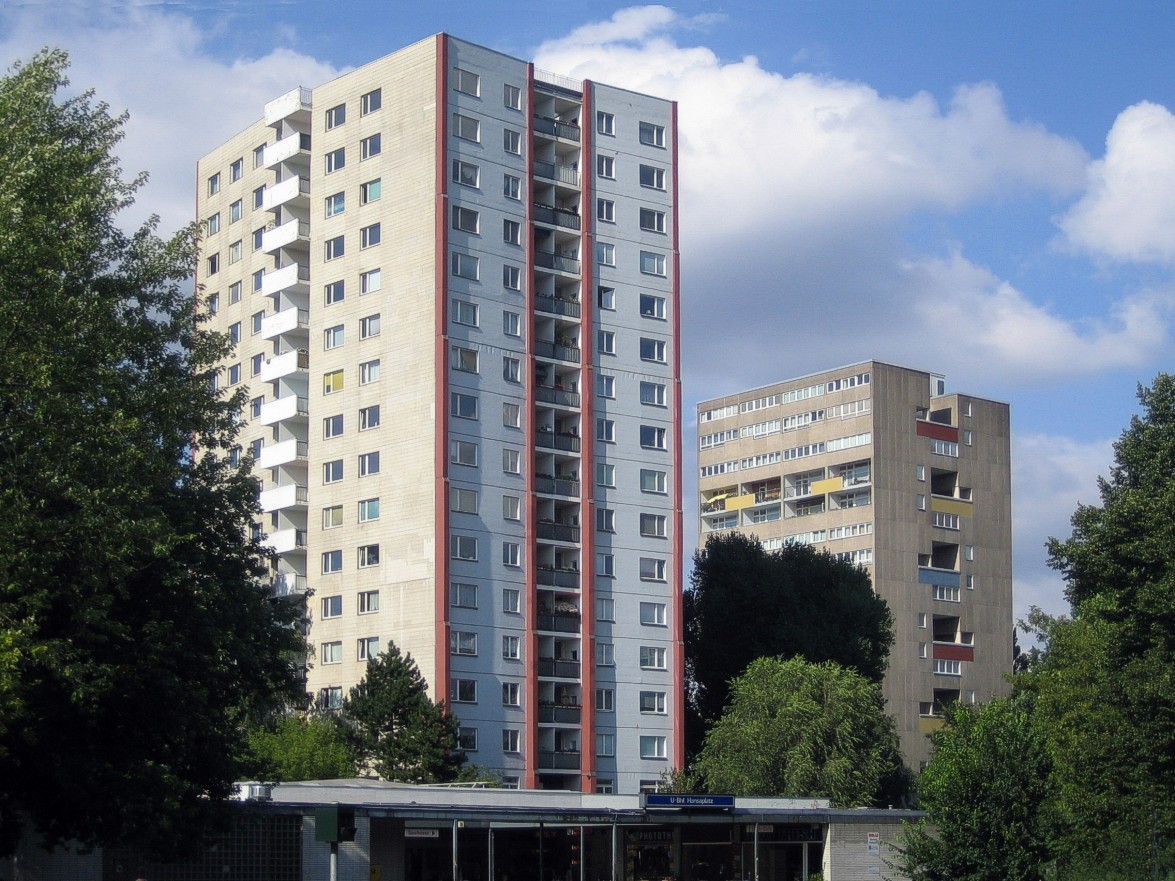
Bauten der Interbau 57 am Hansaplatz

Auf Initiative des Architekten Otto Bartning entstand im Rahmen der Internationalen Bauausstellung 1957 ein neues Gotteshaus, das an den „99-Tage-Kaiser“ Friedrich III. erinnert. Senatsbaudirektor Ludwig Lemmer entwarf die Pläne des als „Objekt Nr. 26“ im neugestalteten Hansaviertel geführten Bauwerks. Die moderne Bauausführung der Kirche war trotz der Abstimmung auf den städtebaulichen Kontext der Interbau 57 zeitgenössisch umstritten. Gegner des Projekts forderten einen historisierenden Kirchenneubau, fanden in Pfarrer Schmidt-Clausing aber einen überzeugten Widersprecher. Der Grundstein der zweiten Kaiser-Friedrich-Gedächtniskirche wurde am 15. August 1955 gelegt, Kirchenweihe war am 30. Juni 1957. Am Eröffnungsgottesdienst am 10. Juli 1957 nahm der damalige Bundespräsident Theodor Heuss teil.

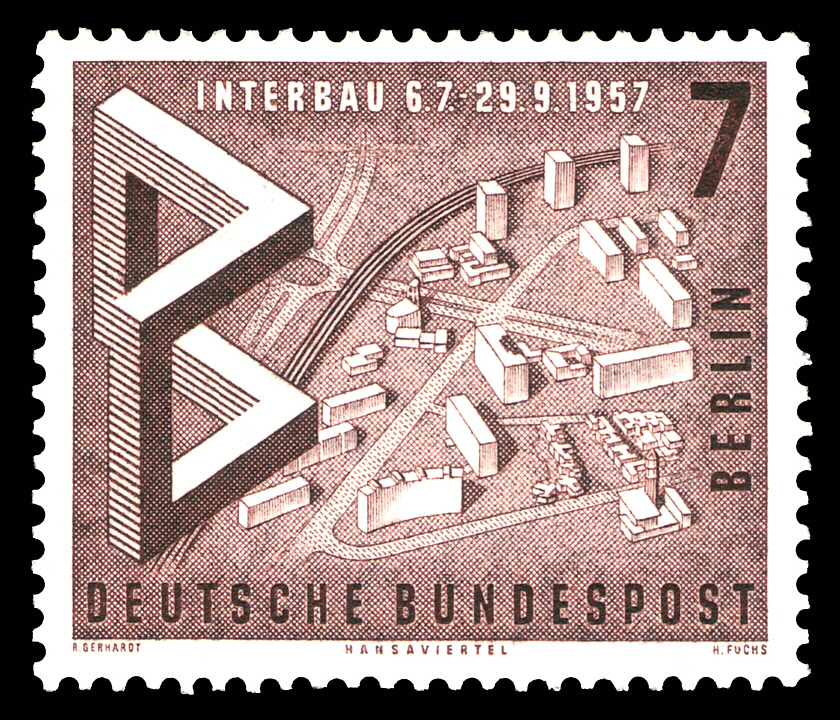
Briefmarke von 1957 mit schematischer Darstellung der Neubebauung des Hansaviertels; die KFG findet sich unten rechts

Das Bauwerk war das einzige des Hansaviertels, das auf den Grundmauern eines im Krieg zerstörten Vorgängerbaus neu errichtet wurde. Diese Beschränkung zwang Lemmer, von seinem ursprünglichen Plan Abstand zu nehmen, der Kirche einen freistehenden Glockenturm zu geben. Jedoch konnten so die ohnehin hohen Baukosten gesenkt werden, denn eine neue Fundamentierung auf dem ungünstigen Baugrund wäre aufwendig gewesen. Dennoch brachte die finanzielle Belastung durch das Bauvorhaben die Kirchengemeinde in Schwierigkeiten, die sich auch durch Spenden aus dem In- und Ausland nicht beseitigen ließen. Der West-Berliner Senat musste nachträglich ein Viertel der Kosten übernehmen. Überdies stritt die Gemeinde mit mehreren an der Ausgestaltung der Kirche beteiligten Künstlern über die Höhe der Honorare. Einige Prestigeprojekte zur weiteren Ausschmückung konnten nicht verwirklicht werden. Dazu zählte auch die Errichtung eines sieben Meter hohen Aluminium-Kreuzes am Vorplatz der Kirche.
Die Kirche steht wie der zerstörte Vorgängerbau an der seit dem 19. Jahrhundert den südlichen Abschluss der Bebauung des Viertels markierenden Händelallee. Der frühere Verlauf der einst auf die Kaiser-Friedrich-Gedächtniskirche zulaufenden Lessingstraße ist bis zum genau nördlich gelegenen Hansaplatz nur noch als Blickachse zu erkennen. In die Flucht schiebt sich der Flachbau der südlichen Eingangshalle des 1961 eröffneten U-Bahnhofs Hansaplatz. Eine direkte Verbindung zwischen KFG und Hansaplatz stellt jedoch ein Fußweg her.

### Architektur der Kirche

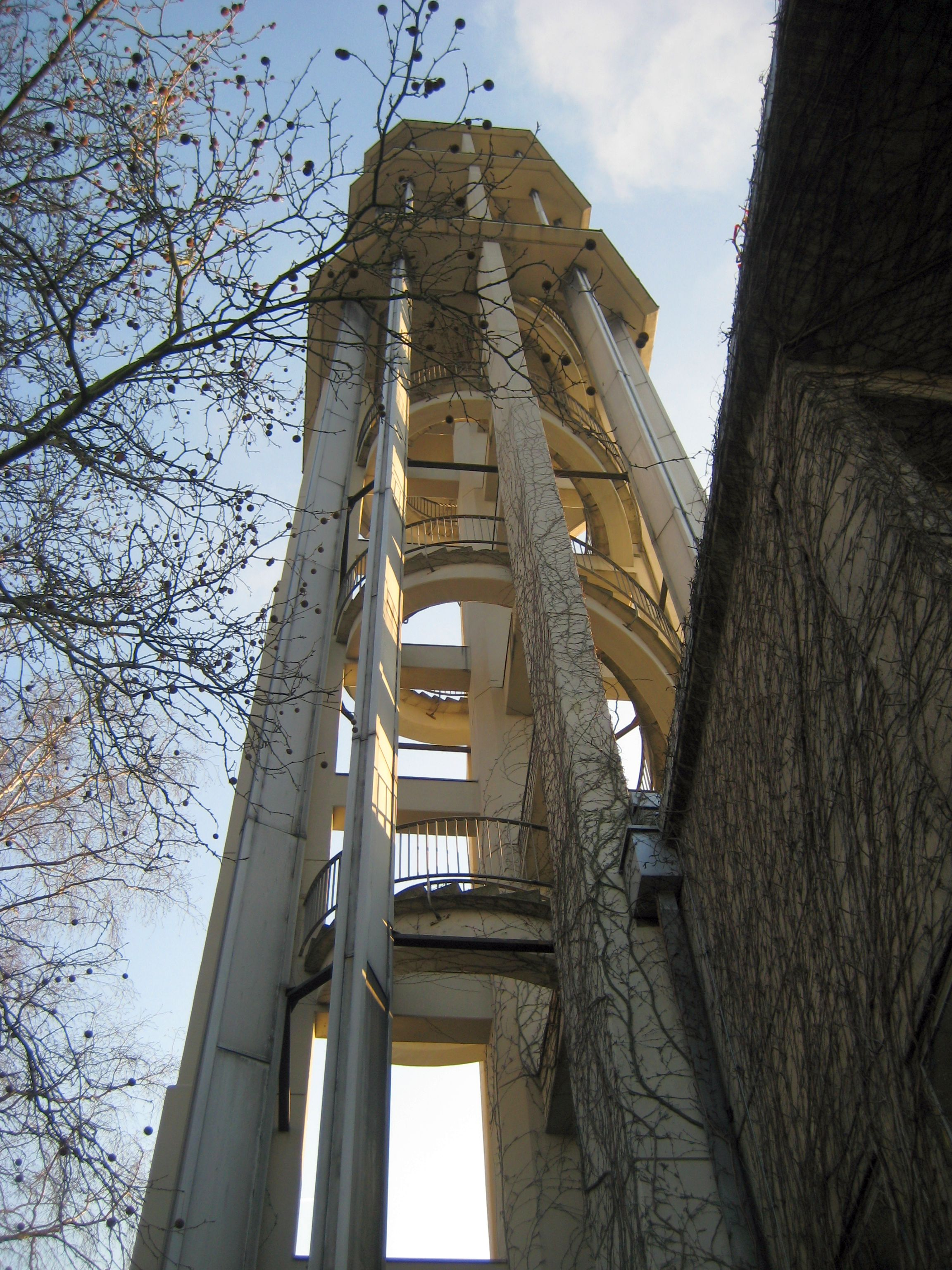
Wendeltreppe im Seelenbohrer-Turm

Lemmer schuf auf 660 m2 Baufläche in Stahlbeton-Skelettbauweise eine nach außen schlichte, einschiffige Saalkirche mit westlich angeschlossener Seitenkapelle (Grauer Saal). Zusammen mit Beton bestimmen die Materialien Aluminium und Glas das moderne Erscheinungsbild des Kirchenbaus. Der Glockenturm erhebt sich wie beim Vorgängerbau östlich nahe der Stirnseite der Kirche. Ein Innenhof mit Garten verbindet die Kirche mit dem östlich gelegenen Pfarr- und Gemeindehaus, dessen markantes Pultdach ohne Dachüberstand steil nach Osten geneigt ist. Eine Stützmauer trennt den Innenhof im Süden von den tiefer liegenden Wiesen des Tiergartens ab. Der Innenhof war zusammen mit dem dreistufig erhobenen Vorplatz als erweiterter Sakralbereich gedacht, der bei besonderen Anlässen mehr Menschen Platz bieten sollte als das Kircheninnere fassen kann. Dies spiegelt den Zukunftsoptimismus der Wiederaufbaujahre, erwies sich aufgrund der stetig sinkenden Mitgliederzahlen der Gemeinde allerdings als überflüssig.
Der 68 Meter hohe, offene Turm aus Stahlbetonstabwerk besitzt eine Mittelstütze und vier orthogonal angeordnete Außenstützen. Letztere wechseln sich mit acht, mit Aluminiumblech verkleideten, je paarweise angeordneten, dünneren Stahlstreben ab. In 32, 44 und 51 Metern Höhe ist jeweils eine Plattform eingearbeitet. Auf der oberen Plattform sitzt ein helmartiger offener Abschluss mit zehn Meter hohem Kreuz auf. Eine auffällige Wendeltreppe führt bis zur unteren der drei übereinander hängenden Glocken. Auf diese Treppe geht der Spottname Seelenbohrer zurück, der dem Turm seit den 1950er Jahren anhaftet. Gemeindepfarrer Schmidt-Clausing hatte sich bei der Planung der Kirche dafür eingesetzt, einen noch höheren Turm zu errichten, dessen angestrahltes Kreuz „in den Ostsektor hineinleuchten“ sollte. Diesem Vorschlag folgte man jedoch nicht.

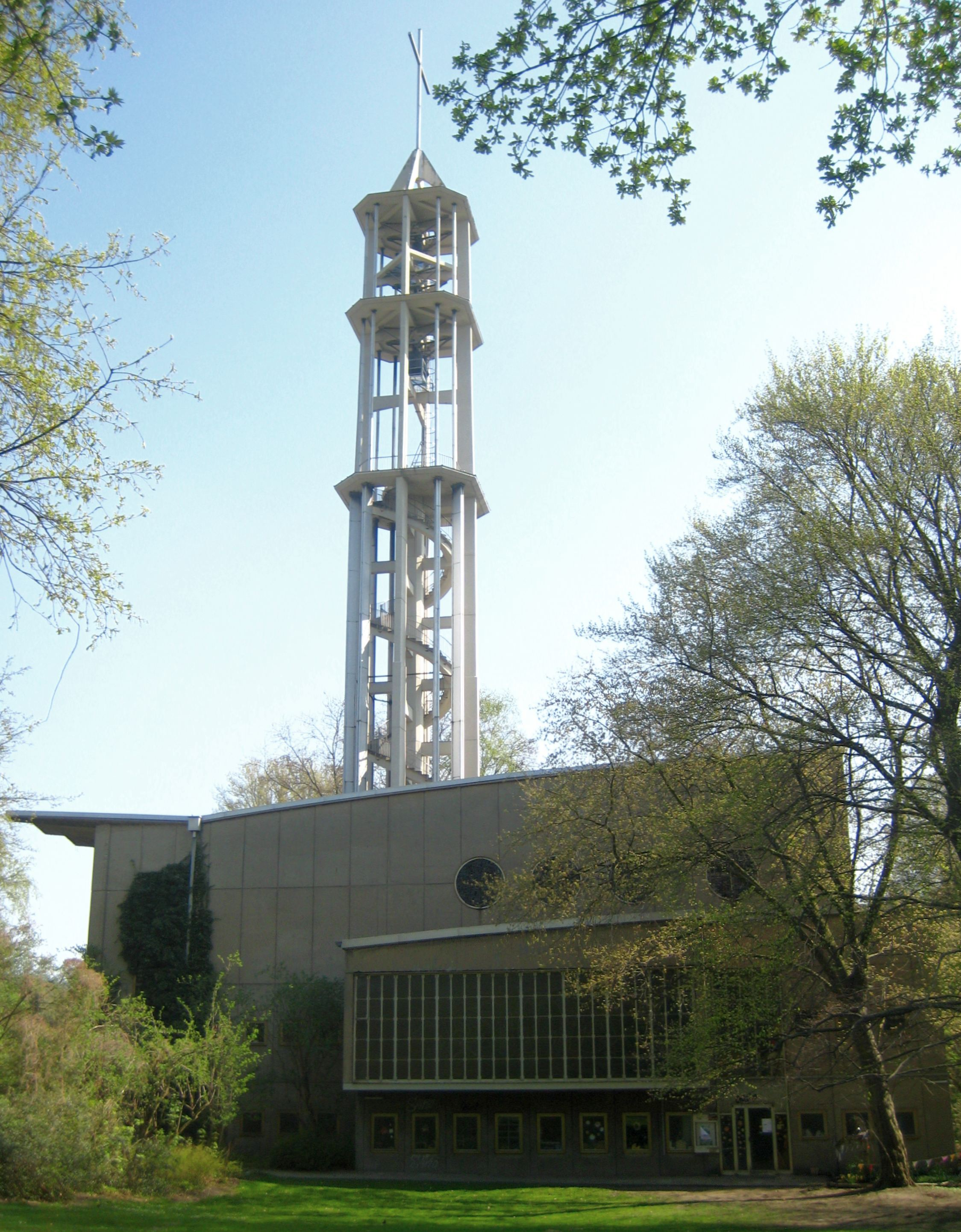
Westseite der Kirche mit hervortretender Seitenkapelle

Die gegen Norden gerichtete, 21 Meter lange, hohe Stirnseite der Kirche wird durch acht Stege vertikal in sieben schmale Flächen gegliedert und durch drei niedrige Portale in den mittleren drei Flächen sowie durch ein Rundfenster hoch über dem Mittelportal geöffnet. Über den drei Portaltüren sind Wandleuchten angebracht. Den Eingangsbereich überwölbt das weit auskragende, gefaltete Dach aus dünnem Schalenbeton. Sein Zickzack-Profil erinnert an eine Giebelreihe. Die Dächer der Vorhalle und des Kirchenschiffs steigen gegenläufig an, was an der Westseite der Kirche, die sich einem offenen Bereich des Tiergartens zuwendet, gut zu beobachten ist.
Die Portaltüren leiten in eine Eingangshalle, wo sich rechts die Treppe zur Empore befindet. Glastüren führen zum Kirchensaal, in dem die Raumhöhe von neun Meter am Eingang auf elf Meter ansteigt. Dies lenkt den Blick auf den dreistufig erhöhten Altarraum, der – gemäß dem Typus der Wegekirche – vom Gemeindebereich deutlich abgegrenzt ist. Dort befinden sich neben dem Altar auch die Kanzel, der Taufstein und das Lesepult. Die Sakristei schließt sich in der Südwestecke des Gebäudes an. Über der abtrennbaren Seitenkapelle liegt die Empore, die sich bis zum Bereich über der Eingangshalle hinzieht, wo in der östlichen Ecke die Orgel steht. Wegen der hervortretenden Kanzelecke, einer östlichen Lichtwand und der über die Seitenkapelle hinausragenden Empore wirkt der Raum trotz des Gangs auf der Mittelachse asymmetrisch geschnitten. Die Bestuhlung bietet Platz für 230 Personen.
Die natürliche Beleuchtung des Kirchensaals erfolgt vor allem durch das 10 mal 12 Meter große Glasornamentfenster an der Ostseite sowie – bei geöffneter Schiebewand – durch ein großes rechteckiges Fenster in der westlichen Seitenkapelle. Drei Rundfenster liegen an der Westseite über der Empore, ein weiteres Rundfenster befindet sich über dem Mittelportal. Die Stirnwand des Altarraums ist geschlossen, auf sie fällt aber das Licht eines verdeckten, langen Rechteckfensters in der östlichen Apsis.

### Ausgestaltung und Ausstattung

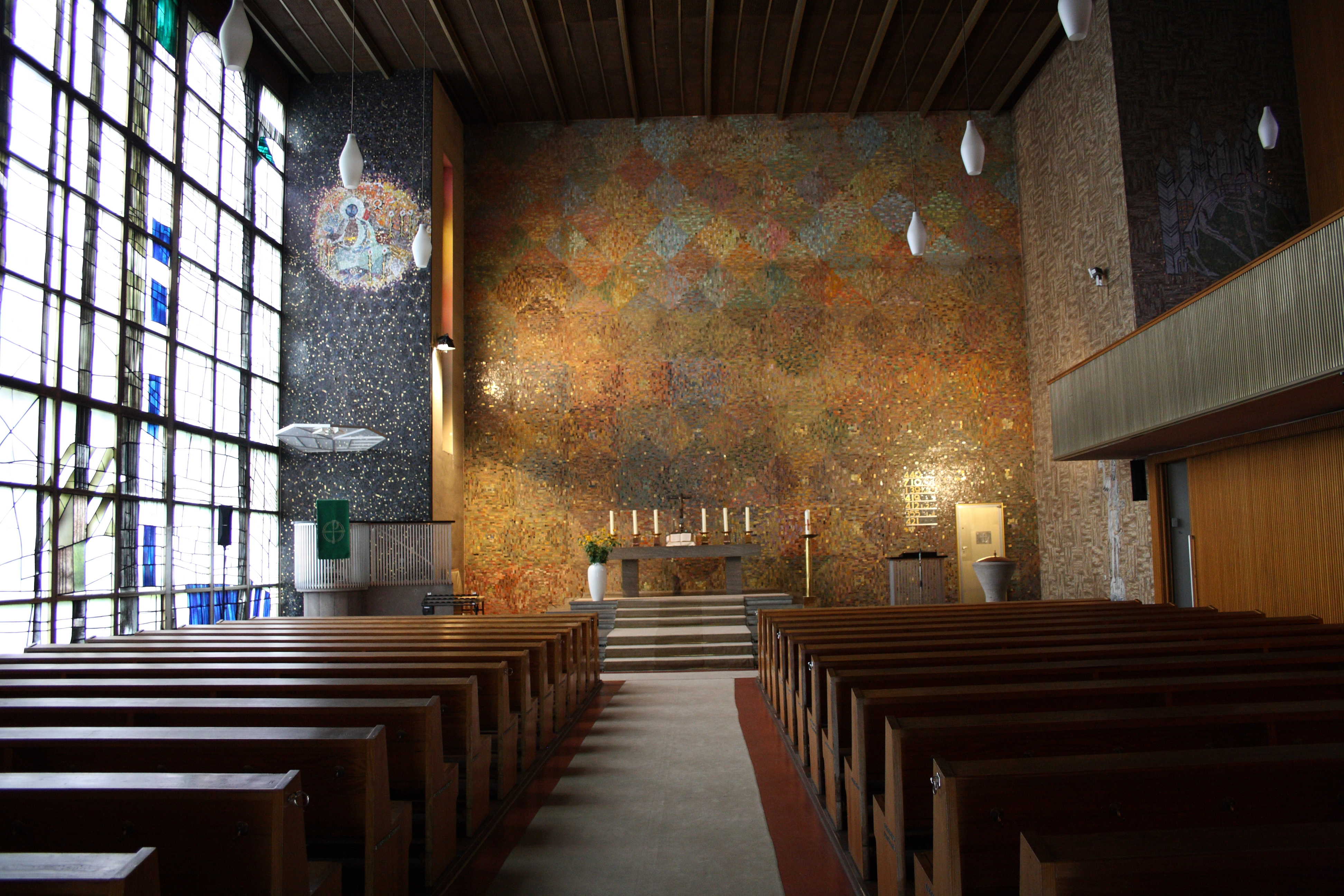
Innenraum, 2011

#### Überblick
Die reiche Ausgestaltung des Kircheninnern sowie der Fenster und Türen der neuen Kaiser-Friedrich-Gedächtniskirche ist ungewöhnlich für die 1950er Jahre. Sie bildet einen Kontrast zum schlichten, von Sichtbeton geprägten Äußeren des modernen Gebäudes. Die beteiligten Künstler wählten sowohl abstrakte als auch figurative Darstellungsformen, ein Gegensatz, der in Beschreibungen des Kircheninnern gelegentlich kritisch hervorgehoben wird. Vor allem die künstlerische Ausgestaltung zog in den Anfangsjahren viele interessierte Besucher an und machte das Gotteshaus zu einer beliebten Hochzeitskirche West-Berlins.
Die Ausstattung der Kirche geht zum kleineren Teil auf Sammlungen in der Gemeinde zurück, deren Mitglieder beispielsweise seit 1947 Gold und Silber für die Abendmahlsgeräte zusammengetragen hatten. Wichtiger jedoch waren Einzelspenden von Persönlichkeiten und Körperschaften, die mit ihren Beiträgen ein Prestigeprojekt des Wiederaufbaus in West-Berlin unterstützen wollten. Diese Spenden kamen unter anderem von Konrad Adenauer (Altar), Theodor Heuss (Altarbibel), Louis Ferdinand von Preußen und seiner Gattin Kira (Altarkruzifix), Axel Springer (Lesepult), dem Land Niedersachsen (Kanzel), der Berliner Zahlenlotto-Gesellschaft (Orgel), der Stadt Bonn und der Firma Bayer (Portale), Otto Dibelius und dem Evangelischen Hilfswerk (Fenster in Seitenkapelle), Ludwig Lemmer, dem Land Baden-Württemberg und der Stadt Stuttgart (Rundfenster über Westempore), der Victoria-Versicherungsgesellschaft (Rundfenster über Mittelportal), dem Land Hessen (Rundfenster im Treppenhaus), den Städten Hamburg, Bremen und Lübeck (Glocken) und der Bundesregierung (Turmkreuz).
Die Altarbibel wurde vom ersten Bundespräsidenten Theodor Heuss gestiftet und trägt die eigenhändige Widmung:

„Liebe Brüder, betet für uns, dass das Wort des Herrn laufe und gepriesen werde wie bei euch.“

#### Mosaiken
Die weitgehend geschlossenen Wände des Altarbereichs sind mit auffälligen Mosaikflächen gestaltet. An der Stirnwand über dem Altar ist eine von Ludwig Lemmer und Hans Wagner geschaffene, monumentale Mosaikwand mit abstrakten Mustern zu sehen, deren Farbwirkung durch eingestreute Blattgoldsteine erhöht wird. Das in Brauntönen gehaltene, abstrakte Mosaik an der westlichen Altarwand stammt von Charles Crodel, der am Fuß eine figürliche Darstellung von Johannes den Täufer beifügte.
Das an der vortretenden Kanzelwand befindliche Rundmosaik vom apokalyptischen Christus schuf der Basler Kunstmaler Hans Stocker. An eine Beschreibung im Buch der Offenbarung (Offb 1,14–15 ) anknüpfend, zeigt das Kunstwerk Christus allen irdischen Farben enthoben. Körper, Gewand und Gloriole sind vorwiegend in Blautönen gehalten. Ein weiteres Mosaik von Charles Crodel findet sich an der südlichen Emporenwand über der Seitenkapelle. Es zeigt das Himmlische Jerusalem.
Die Mosaiken fertigte die Firma August Wagner – vereinigte Werkstätten für Mosaik und Glasmalerei, Nachfolgerin der Firma Puhl & Wagner, die für den Triumphbogen des ersten Kirchenbaus verantwortlich gewesen war.

#### Fenster

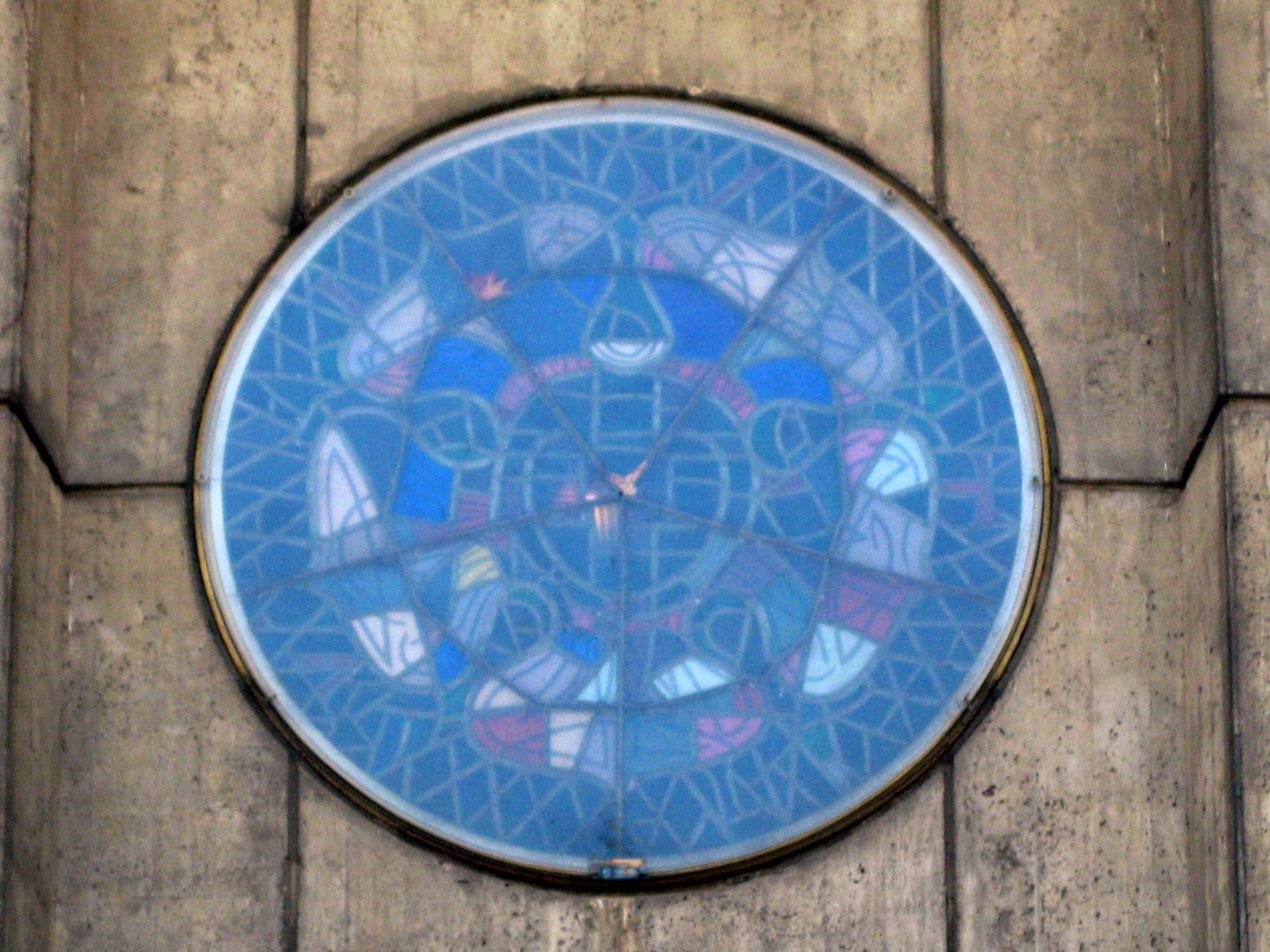
Rundfenster mit Lutherrose über dem Mittelportal

Die fünf Rundfenster der Kirche schuf Ludwig Peter Kowalski. Die über der Westempore gelegenen Fenster tragen die Titel Verkündigung, Der Engel zeigt den Frauen das leere Grab und Die sieben Gaben des heiligen Geistes. Das Fenster über dem Mittelportal zeigt eine Lutherrose und trägt die Umschrift „Vivit“ („Er lebt“). Ein fünftes, ornamental gestaltetes Rundfenster Kowalskis befindet sich im südwestlichen Treppenhaus.
In der linken Kirchenwand befindet sich das bekannteste und eindrucksvollste Kunstwerk der Kaiser-Friedrich-Gedächtniskirche: die 127 m2 große Lichtwand von Georg Meistermann Sieg des Lichts.

„Ich bin das Licht der Welt. Wer mir nachfolgt, wird nicht wandeln in der Finsternis, sondern wird das Licht des Lebens haben.“

Symbol dafür ist die Sonne oben links und aufleuchtend schräg darunter ein kleiner goldener Lichtsplitter: „Als wär’s ein Stück in dir und mir.“
Ein großes Fenster in der Seitenkapelle stellt Christus an der Mauer dar und stammt von Willy Fries. Diese Kreuzigungsgruppe war in der Entstehungszeit stark umstritten, da Fries die römischen Soldaten mit Wehrmachtshelmen versah und als Hintergrund des Geschehens eine Backsteinmauer andeutete. Dies verstand man als Anspielung auf die Hinrichtungen der gerade ein Jahrzehnt zurückliegenden Zeit des Nationalsozialismus.
Die Wirkung des Mosaiks an der Altarstirnwand wird variiert durch den seitlichen Lichteinfall des von Heinz Trökes geschaffenen Regenbogenfensters in der östlichen Apsis, dessen fünf größere Segmente jeweils in einer der Grundfarben des Regenbogens gehalten sind. Die große Lichtwand Sieg des Lichts dominiert die Ostseite der Kirche. Der Maler und Glasfensterkünstler Georg Meistermann gestaltete sie mit grünen und grauen Glasflächen. Die als hohe Bahnen mit abschließenden Rundbögen ausgeformten, helleren Glasflächen erinnern gleichzeitig an parallel angeordnete, traditionelle Kirchenfenster und – durch die grünen Farbflächen – an Blickachsen in einer Waldlandschaft.

#### Türen

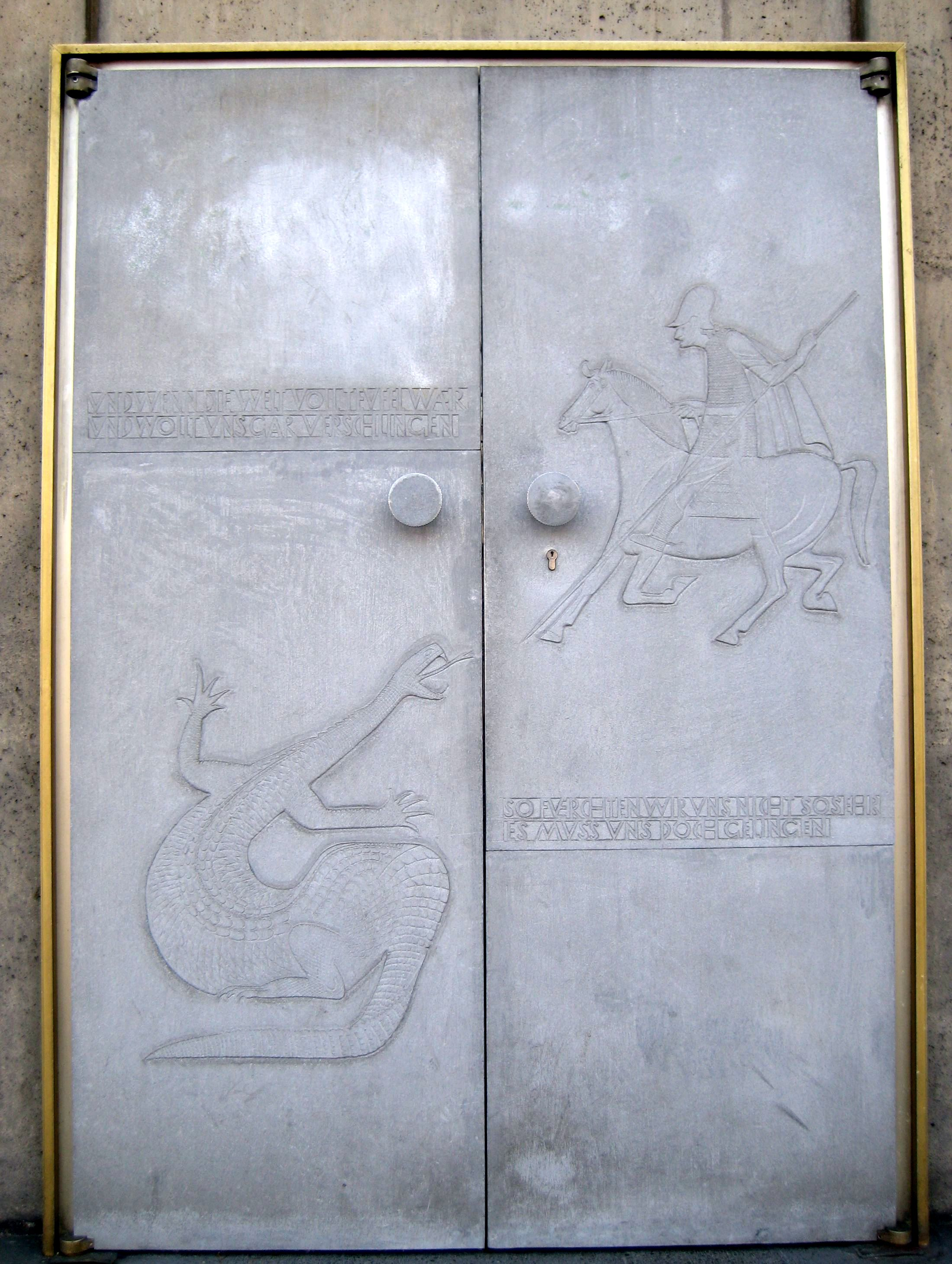
Portaltür mit Kampf des Hl. Georg gegen den Drachen und Luther-Zitat

Die drei doppelflügeligen Aluminium-Portaltüren gestaltete der Bildhauer Gerhard Marcks. Das mittlere Portal zeigt auf der Außenseite in Reliefform den Kampf des Heiligen Georg gegen den Drachen. In erhabenen Lettern erscheinen vier Zeilen aus dem Kirchenlied Ein feste Burg ist unser Gott von Martin Luther aus dem Jahr 1529:

„Und wenn die Welt voll Teufel wär
 Und wollt’ uns gar verschlingen,
 So fürchten wir uns nicht so sehr,
 Es soll uns doch gelingen.“

Die mit einem mittelalterlichen Emblem versehene Sakristeitür schuf der Berliner Künstler Otto Haake.

#### Glocken
Die von Bochumer Verein hergestellten drei Gussstahlglocken aus dem Jahr 1955 erklingen in den Tönen F–Es–C. Sie sind 780, 1080 und 2070 Kilogramm schwer. Als Stifter traten die drei Hansestädte Hamburg, Bremen und Lübeck auf, was jeweils in Inschriften am Wolm der Glocken vermerkt und auf einer Glockentafel in der Vorhalle der Kirche näher erläutert ist. Der damalige Pfarrer Fritz Schmidt-Clausing hat die Glocken auf seine Initialen F–Es–C abstimmen lassen. Das Geläut der Kaiser-Friedrich-Gedächtniskirche ist mit dem der benachbarten, katholischen St.-Ansgar-Kirche (F–Gis–H) abgestimmt.
| Schlagton | Gewicht (kg) | Durchmesser (cm) | Höhe (cm) | Inschrift |
| --------- | ------------ | ---------------- | --------- | --- |
| f'        | 0780         | 126              | 108       | Schulter: + DIE FRUCHT DES GEISTES IST LIEBE + / + FREUDE UND FRIEDE +. Wolm: + DIE ALTE HANSESTADT LÜBECK SCHENKTE MICH + DASS ICH ZUR LIEBE MAHNE. +                                            |
| es’       | 1080         | 144              | 120       | Schulter: + ICH BIN DER WEG UND DIE WAHRHEIT UND DAS LEBEN + / + NIEMAND KOMMT ZUM VATER DENN DURCH MICH + Wolm: + DIE FREIE UND HANSESTADT BREMEN SCHENKTE MICH + DASS ICH DIE WAHRHEIT KÜNDE. + |
| c'        | 2070         | 170              | 140       | Schulter: + ICH WILL FRIEDEN GEBEN AN DIESEM ORT + Wolm: + DIE FREIE UND HANSESTADT HAMBURG SCHENKTE MICH + DASS ICH DEN FRIEDEN ERBITTE. +                                                       |

#### Orgel

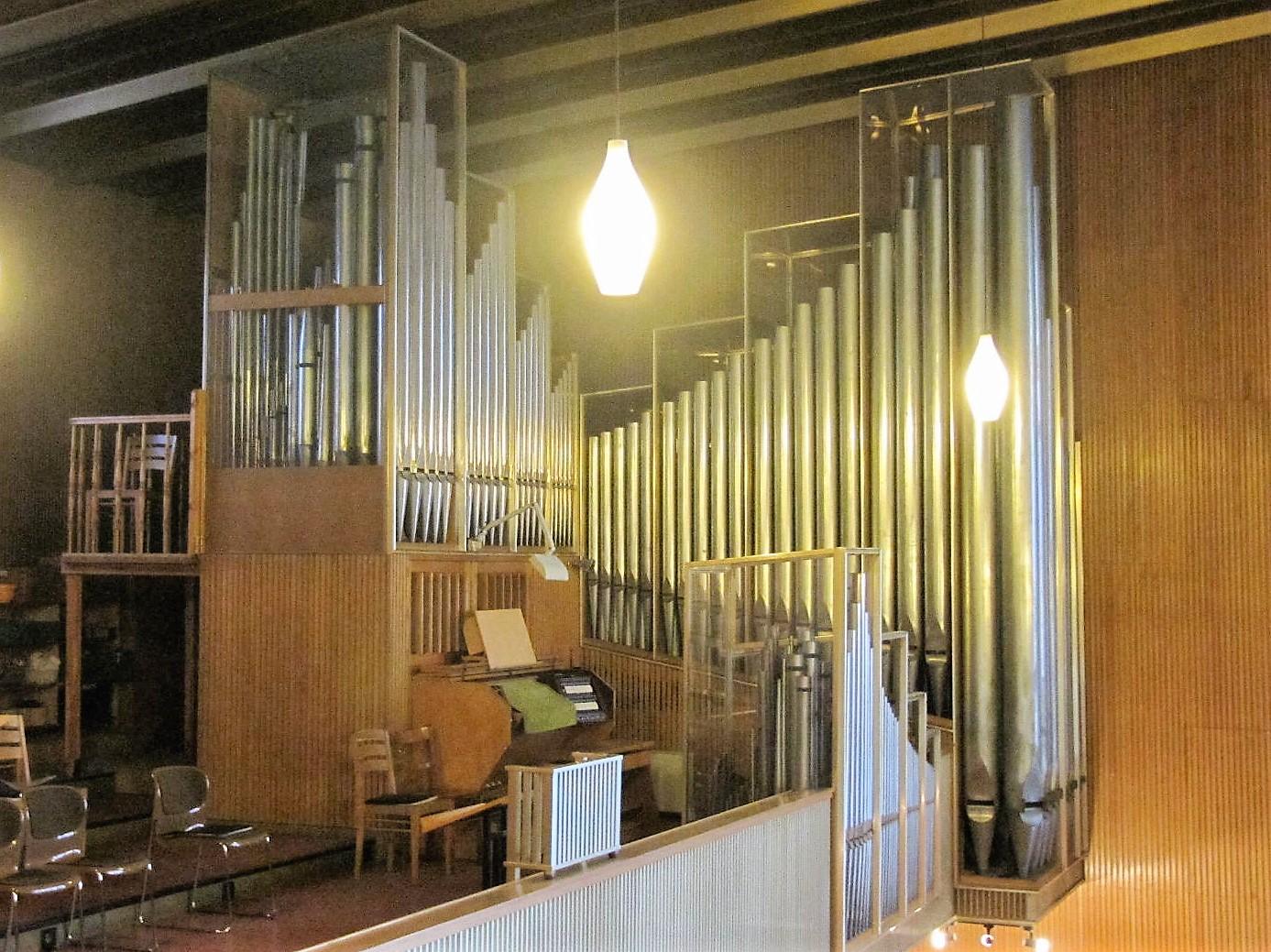
Schuke-Orgel

Die dreimanualige Orgel der Kaiser-Friedrich-Gedächtniskirche stammt aus der Karl Schuke Berliner Orgelbauwerkstatt. Sie besitzt 3122 Pfeifen, die zwischen einem Zentimeter und 5,6 Meter lang sind. Die Orgel hatte zunächst 40 Register; bei einer 1964 von der Erbauerfirma vorgenommenen Dispositionsveränderung wurde ein weiteres Register hinzugefügt. Die mit Aluminium gerahmten Plexiglas-Verkleidungen der Pfeifen, die in freier Ordnung turmartig nebeneinander gruppiert sind, fügen dem ansonsten streng gegliederten Kirchensaal ein auffälliges raumgestalterisches Element hinzu. Das Instrument, dessen auf den begrenzten Innenraum der Kirche abgestimmter Klang ohne den typischen Nachhall auskommen muss und dennoch eine eindrucksvolle Wirkung erzielt, gilt als ein Meilenstein in der Entwicklung des modernen Berliner Orgelbaus. Die Orgel hat folgende Disposition:
| I Rückpositiv C–g3 |              |
| Gedackt            | 8′           |
| Principal          | 4′           |
| Flûte douce        | 4′           |
| Feldpfeife         | 2′           |
| Sifflöte           | 1 ⁄3′        |
| Sesquialtera II    | 1 3⁄5′       |
| Oberton II         | 1 ⁄7′ + 8⁄9′ |
| Scharf IV–V        | 1′           |
| Trichterregal      | 8′           |

| II Hauptwerk C–g3 |        |
| Quintade          | 16′    |
| Principal         | 08′    |
| Koppelflöte       | 08′    |
| Oktave            | 04′    |
| Blockflöte        | 04′    |
| Nasat             | 02 ⁄3′ |
| Oktave            | 02′    |
| Mixtur V–VI       | 01 ⁄3′ |
| Scharf IV         | 02⁄3′  |
| Dulcian           | 16′    |
| Trompete          | 08′    |

| III Brustwerk (schwellbar) C–g3 |      |
| Gedackt                         | 8′   |
| Rohrflöte                       | 4′   |
| Principal                       | 2′   |
| Spitzflöte                      | 2′   |
| Oktave                          | 1′   |
| None                            | 2⁄9′ |
| Terzian II                      | 2⁄5′ |
| Cymbel III                      | 1⁄4′ |
| Krummhorn                       | 8′   |
|                                 |      |
| Tremulant                       |      |

| Pedal C–f1            |         |
| Principal             | 16′     |
| Subbass               | 16′     |
| Oktave                | 08′     |
| Gedackt               | 08′     |
| Oktave                | 04′     |
| Pommer                | 04′     |
| Bauernflöte           | 02′     |
| Bass-Sesquialtera III | 05 1⁄3′ |
| Mixtur V              | 02′     |
| Posaune               | 16′     |
| Trompete              | 08′     |
| Schalmei              | 04′     |

- Koppeln: I/II, III/II, I/P, II/P, III/P
- Spielhilfen: 2 freie Kombinationen, Organo pleno

#### Sonstiges
In die Wandverkleidung aus Limbaholz ist unter der Orgelempore ein Relief von Kaiser Friedrich III. eingelassen, dem Namenspatron der Kirche. Geschaffen hat es der Holzbildhauer Otto Flath. Das Relief trägt die gleiche Inschrift wie die Büste Friedrichs im ersten Kirchenbau: „Friedrich III., dem deutschen Kaiser und König von Preußen, gestorben am 15. Juni 1888 im Alter von 57 Jahren, zum ehrenden Gedächtnis. Seine Frau.“
Der Altar besteht aus geschliffenem Sellenberger Muschelkalk. Im Altarkruzifix nach Maria Laacher Vorbild sind fünf Edelsteine in liturgischen Farben eingelegt. Die Altarbibel trägt eine handschriftliche Widmung von Bundespräsident Heuss mit dem Motto „Weiter, liebe Brüder, betet für uns, daß das Wort des Herrn laufe und gepriesen werde wie bei Euch.“ (2 Thess 3,1 ) Den Taufstein aus rohem Sellenberger Muschelkalk – ca. 230 Millionen Jahre alt – fertigte der Kieler Bildhauer Walter Rössler. Dieser Taufstein ist ein Geschenk der Landesregierung von Schleswig-Holstein, erkennbar am Wappen auf der Rückseite.

#### „St. Aluminium“
Dank einer Spende der deutschen und schweizerischen Leichtmetallindustrie, die für die architektonische Verwendung von Aluminium werben wollte, setzten die Erbauer der Kirche bei Bau und Ausgestaltung der Kirche umfangreich dieses Metall ein, so neben den Portaltüren und den Verkleidungen der Orgel auch bei der Sakristeitür, bei Fensterrahmungen, Altar und Altarkruzifix, Kanzel mit Schalldecke, Lesepult, Emporenbrüstung, Treppengeländer, Turmrippen und -kreuz sowie der Akustikdecke, die den Beton verkleidet. Das Material erscheint an verschiedenen Stellen der Kirche silber-, bronze- oder goldfarben eloxiert. Insgesamt wurden 30 Tonnen des Metalls im und am Kirchenbau verarbeitet. Fritz Schmidt-Clausing bezeichnete sich in einer Schrift zur Eröffnung des neuen Gotteshauses im Jahr 1957 selbst scherzhaft als „Pfarrer von St. Aluminium“.

### Probleme der Erhaltung
Die Erhaltung der Kirche im ursprünglichen Zustand erwies sich im Laufe der Jahrzehnte als Belastung für die von sinkenden Mitgliederzahlen geprägte Kirchengemeinde. In dem Internetauftritt der KFG-Gemeinde wird Klage geführt, dass die Innengestaltung im Stil der 1950er Jahre „einer lebendigen Liturgie oft nicht mehr gerecht“ werde: „[V]iele Besucher fassen den Raum der Gemeinde fast wie ein kunst-historisches Museum auf, in dem noch der Geist des Wiederaufbaus glänzt.“
Die offene Ausführung hat den Turm der Kaiser-Friedrich-Gedächtniskirche und dessen Glocken anfällig gemacht für witterungsbedingte Schäden. Eine erste größere Sanierung der Betonstruktur erfolgte bereits 1981. Seit 2004 werden aufgrund von Bedenken wegen der starken Eigenschwingung des Turms die beiden größeren Glocken nicht mehr geläutet. Ein von der Kirchengemeinde, dem Kirchenkreis und dem Landesdenkmalamt Berlin in Auftrag gegebenes Sanierungsgutachten stellte 2006 fest, dass der Turm zwar grundsätzlich standfest sei, die Frequenz der größten Glocke aber im unzulässigen Bereich liege und alle drei Glocken im Zusammenspiel eine Turmbewegung auslösten, die den Grenzwert übersteige. Um die ursprüngliche bauliche Ausführung bewahren, aber auch wieder alle Glocken nutzen zu können, sind umfangreiche Renovierungsarbeiten notwendig, deren Kosten auf 460.000 Euro veranschlagt werden. Da sie diese Mittel nicht allein aufbringen kann, ruft die Kirchengemeinde zu Spenden auf.

## Kaiser-Friedrich-Gedächtnisfriedhof

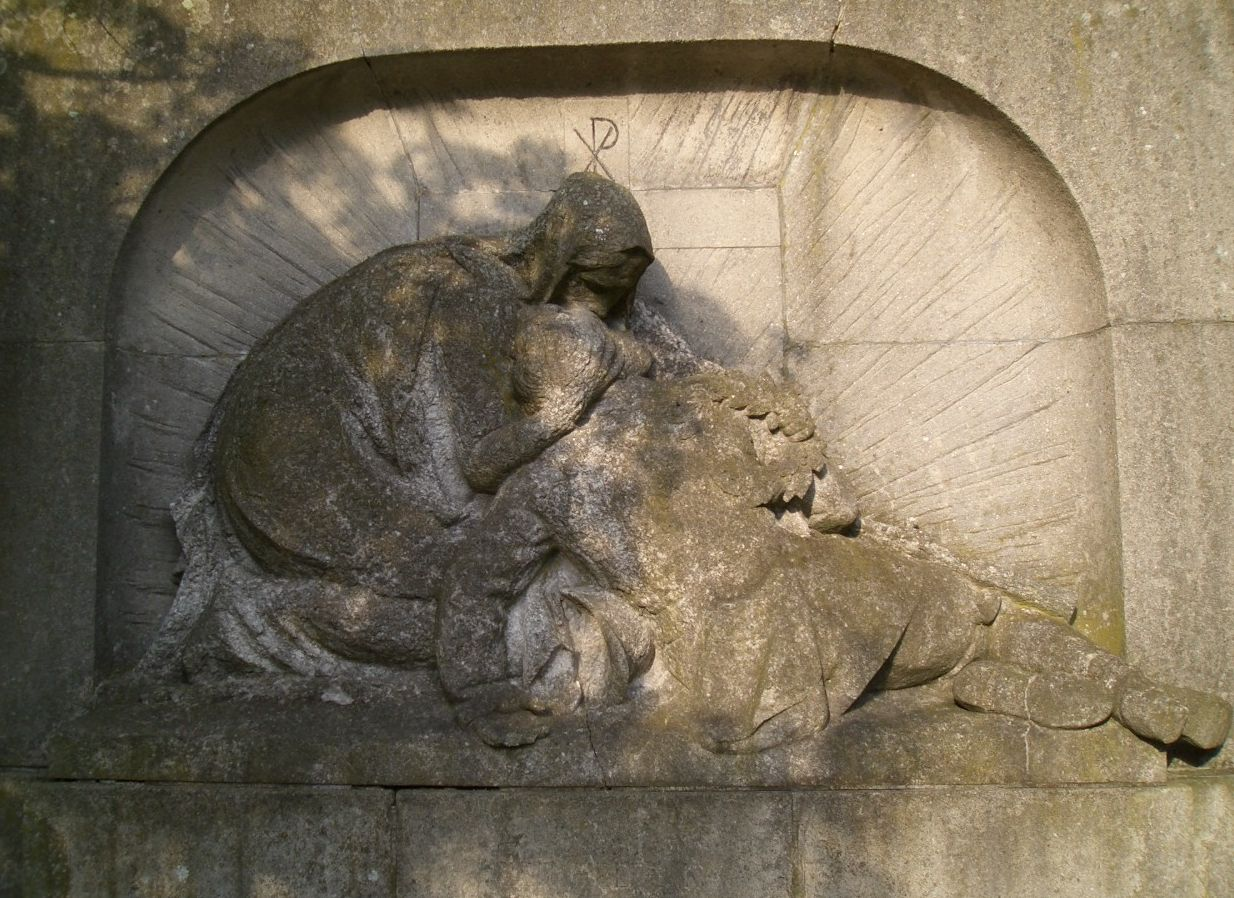
Erhaltenes Kriegerdenkmal zu Ehren gefallener Gemeindemitglieder

Zur Kirchengemeinde gehörte der Kaiser-Friedrich-Gedächtnisfriedhof am Dohnagestell im heutigen Ortsteil Wedding. Nach der Zerstörung der ersten Kirche ging er im von der Stadt unterhaltenen Friedhof am Plötzensee auf. Dieser ist mittlerweile abgeräumt und in eine Grünanlage umgewandelt worden. Eine kleine Ehrenanlage für gefallene Soldaten, das Haus des Friedhofswärters sowie das von Emil Cauer gestaltete Kriegerdenkmal aus den 1920er Jahren haben sich jedoch erhalten.